# Tessa Worleyová
Tessa Worleyová, nepřechýleně Tessa Worley (* 4. října 1989 Annemasse, Horní Savojsko) je francouzská alpská lyžařka, specializující se především na točivé disciplíny – obří slalom. Na Světovém šampionátu 2011 v Garmischi byla členkou vítězného francouzského družstva. Druhý titul mistryně světa přidala v obřím slalomu ve Schladmingu 2013. Ve stejné disciplíně dojela v německém Garmischi 2011 na bronzové příčce.
Do sezóny 2014 ve Světovém poháru vyhrála sedm závodů, všechny v obřím slalomu.

## Sportovní kariéra
Ve Světovém poháru debutovala v šestnácti letech, když 4. února 2006 dojela na 29. místě v soutěži obřího slalomu, konané v německém Ofterschwangu. .
V říjnu 2008 proběhl úvodní závod Světového poháru 2009, kterým se stal obří slalom v rakouském Söldenu. Dojela v něm na páté příčce. O měsíc později vyhrála svůj premiérový závod, když triumfovala v obřím slalomu během zastávky Světového poháru v coloradském letovisku Aspen. Současně se jednalo o její první umístění na pódiu, do třetího místa.
Na úvod sezóny 2011 dokázala do ledna téhož roku zvítězit ve třech obřích slalomech v řadě. Z Mistrovství světa 2011 v Garmischi přivezla titul mistryně světa v soutěži družstev a k němu přidala bronzovou medaili z obřího slalomu.
Na únorovém Světovém šampionátu 2013 v rakouském Schladmingu se stala mistryní světa v obřím slalomu.

## Soukromý život
Narodila se roku 1989 ve francouzské obci Annemasse, která je součástí departementu Horní Savojsko. Otec Steve Worley je Australan, matka Madeleine Worleyová pak Francouzka. Vyrůstala ve Francii a na Novém Zélandu. Domovským klubem, za nějž závodí, je EHMS se sídlem v zimním východofrancouzském středisku Le Grand-Bornand.. Je poddůstojnicí francouzské armády.

## Umístění ve Světovém poháru
- 7x vítězství – (7x obří slalom)
- 12x na pódiu – (12x obří slalom)

| Sezóna | datum              | místo konání             | disciplína  | umístění |
| ------ | ------------------ | ------------------------ | ----------- | -------- |
| 2009   | 20. listopadu 2008 | Aspen, USA               | obří slalom | 1.       |
| 2010   | 12. prosince 2009  | Åre, Švédsko             | obří slalom | 1.       |
| 2011   | 27. listopadu 2010 | Aspen, USA               | obří slalom | 1.       |
| 2011   | 12. prosince 2010  | Sv. Mořic, Švýcarsko     | obří slalom | 1.       |
| 2011   | 28. prosince 2010  | Semmering, Rakousko      | obří slalom | 1.       |
| 2012   | 28. prosince 2011  | Lienz, Rakousko          | obří slalom | 3.       |
| 2012   | 21. ledna 2012     | Kranjska Gora, Slovinsko | obří slalom | 1.       |
| 2012   | 12. února 2012     | Soldeu, Andorra          | obří slalom | 1.       |
| 2013   | 9. prosince 2012   | Sv. Mořic, Švýcarsko     | obří slalom | 3.       |
| 2013   | 16. prosince 2012  | Courchevel, Francie      | obří slalom | 3.       |
| 2013   | 28. prosince 2012  | Semmering, Rakousko      | obří slalom | 3.       |
| 2013   | 17. března 2013    | Lenzerheide, Švýcarsko   | obří slalom | 2.       |

### Konečné pořadí v sezónách SP
| Sezóna | věk | celkové | slalom | obří slalom | super G | sjezd | kombinace |
| ------ | --- | ------- | ------ | ----------- | ------- | ----- | --------- |
| 2008   | 18  | 42.     | —      | 14.         | —       | —     | —         |
| 2009   | 19  | 39.     | —      | 11.         | —       | —     | —         |
| 2010   | 20  | 37.     | 37.    | 13.         | —       | —     | —         |
| 2011   | 21  | 16.     | 34.    | 2.          | 43.     | —     | 27.       |
| 2012   | 22  | 11.     | 27.    | 3.          | 37.     | —     | 23.       |
| 2013   | 23  | 11.     | 38.    | 4.          | 22.     | —     | 25.       |